# Maresme
Maresme is een comarca van de Spaanse autonome regio Catalonië, gelegen aan de Costa del Maresme. Het is onderdeel van de provincie Barcelona. De hoofdstad van de comarca is Mataró. In 2008 telde Maresme 420.521 inwoners op een oppervlakte van 398,91 km².
Maresme beslaat een lang en smal gebied tussen de Middellandse Zee en de heuvels van Serralada Litoral (het kustgebergte van Catalonië), met name de heuvels van Montnegre en Corredor in de noordelijke helft en de heuvels van Sant Mateu in de zuidelijke helft. Deze bijzondere vorm heeft zowel de geografie als de geschiedenis van deze comarca bepaald. Het belangrijkste kenmerkende element van de geografie zijn waarschijnlijk de karakteristieke rieres (bergstromen). Deze korte, intermitterende stroompjes, die de comarca ongeveer om de honderd meter dwars doorkruisen, veroorzaken bij regenval krachtige en gevaarlijke overstromingen.

Maresme is van oudsher goed verbonden met de rest van de comarca's en met Barcelona via de oude Camí Ral (Koninklijke weg) (de hoofdweg N-II) en de spoorlijn (de spoorlijn Barcelona-Mataró, voltooid in 1848, was de eerste ooit op het hele Iberische schiereiland). De verbindingen werden de laatste jaren verbeterd door de afwerking in 1969 van het traject Barcelona-Mataró van de C-32, de eerste autopista (snelweg) ooit in Spanje, en de daaropvolgende afwerking in 1995 van het tracé Mataró-Palafolls.

## Gemeenten
| Gemeente               | Inwoners | Gemeente                  | Inwoners | Gemeente                | Inwoners |
| ---------------------- | -------- | ------------------------- | -------- | ----------------------- | -------- |
| Alella                 | 9.260    | Arenys de Mar             | 14.449   | Arenys de Munt          | 8.023    |
| Argentona              | 11.544   | Cabrera de Mar            | 4.321    | Cabrils                 | 6.834    |
| Caldes d'Estrac        | 2.735    | Calella                   | 18.615   | Canet de Mar            | 13.381   |
| Dosrius                | 4.869    | Malgrat de Mar            | 18.261   | El Masnou               | 22.066   |
| Mataró                 | 119.780  | Montgat                   | 10.059   | Òrrius                  | 635      |
| Palafolls              | 8.368    | Pineda de Mar             | 25.931   | Premià de Dalt          | 9.867    |
| Premià de Mar          | 27.545   | Sant Andreu de Llavaneres | 10.009   | Sant Cebrià de Vallalta | 3.208    |
| Sant Iscle de Vallalta | 1.235    | Sant Pol de Mar           | 4.970    | Sant Vicenç de Montalt  | 5.434    |
| Santa Susanna          | 3.119    | Teià                      | 5.987    | Tiana                   | 7.505    |
| Tordera                | 14.800   | Vilassar de Dalt          | 8.621    | Vilassar de Mar         | 19.090   |